# WWF Over the Edge
Over the Edge fue un evento PPV anual de lucha libre profesional producido por la World Wrestling Federation (WWF) que solo estuvo 2 entregas.
actualmente ambas se pueden apreciar en Netflix .

## Historia
El evento fue creado en mayo de 1998, contando sólo con dos ediciones. La primera se celebró el 31 de mayo de 1998. Sin embargo, el evento fue retirado después de su segunda edición. El 23 de mayo de 1999, estaba pactado que Owen Hart, bajo el gimmick de The Blue Blazer, se enfrentara al Campeón Intercontinental The Godfather. Debido al personaje de superhéroe, Hart haría su entrada en el recinto desde lo alto del coliseo, con un arnés. Sin embargo, la cuerda se rompió y cayó desde una altura de 24 metros, hiriéndose de gravedad al impactar sobre el suelo. Los médicos le trasladaron al hospital más cercano. Mientras, Jim Ross anunció lo que había pasado. Mientras el evento seguía, Owen falleció. Debido a la decisión de continuar con el evento, recibió el premio por parte del Wrestling Observer Newsletter a la peor táctica promocional del año. Tras esto, el evento se canceló.
En 2010 la WWE regresó el evento pero Bret Hart hizo un acuerdo con la WWE de cambiar el nombre a Over the Limit y el evento ya no era como Over the Edge.

## Coincidencia con el evento Over the Limit
Tras el regreso del evento en 2010, bajo el nombre de Over the Limit, en su primera edición con ese nombre, se realizó en la misma fecha donde el accidente de Owen Hart sucedió, 23 de mayo, la portada del evento era bajo el nombre del mismo y con la imagen de Edge, el luchador que hace referencia al nombre retirado Over The Edge, en el PPV hubo otro paréntesis, debido a que ocurrieron 4 accidentes en las luchas no tan graves pero muy llamativos.
La primera ocurrió, en el combate de Ted DiBiase Vs R-Truth, durante la lucha Truth le dio una bofetada a DiBiase donde este queda mareado habiendo sufrido una fuerte conmoción cerebral; el plan 
originalmente era en que Ted DiBiase ganara el combate, pero como este estaba inconsciente y sin ninguna otra cosa que hacer, se improvisó el final de la lucha, con Truth llevándose la victoria. Detrás de bastidores, DiBiase no recordaba cómo terminó su pelea con R-Truth debido a que quedó inconsciente. 
Otro combate accidentado fue entre CM Punk y Rey Mysterio, cuando la lucha se llevaba a cabo, accidentalmente Mysterio le había provocado una herida en la cabeza a CM Punk donde le salía sangre de manera leve, al terminar el combate, Rey Mysterio le rapó la cabeza a Punk por perder, pero como este tenía la herida ya mencionada, Mysterio no le cortó toda la cabellera dejándolo a medias, con una imagen bastante morbosa ya que Punk le empezó a caer más sangre donde finalmente Serena lo cubrió con una toalla. Se reveló que el corte que sufrió CM Punk en aquel momento requirió 13 puntos de sutura para sanar la herida pues este corte era más profundo de lo que se pensaba en un inicio.
Luego Edge y Randy Orton se enfrentaron en una lucha individual, en este combate Orton estaba preparado de aplicar a Edge el RKO como es costumbre Randy Orton golpeaba el ring para realizar su remate, pero por haber hecho eso, él mismo se autolesionó uno de sus brazos dislocandose su hombro; sin nada que hacer, el combate tuvo que terminar sin resultado con un conteo afuera para ambos.
En el Evento Principal, John Cena se enfrentaba a Batista en una lucha de rendición, en los últimos minutos del combate, se estima que Cena se habría lesionado y también haber perdido un diente, Batista recibió fue rematado con el "Attitude Adjustment" desde encima de un coche, cayendo por el escenario de entrada donde este último sufrió también una lesión legítima en su coxis y declaraba que sería su última lucha hasta 2014.

## Resultados

### 1998
Over the Edge: In Your House tuvo lugar el 31 de mayo de 1998 en el Wisconsin Center Arena en Milwaukee, Wisconsin.
- Legion of Doom 2000 (Hawk & Animal) (con Sunny) derrotaron a The Disciples of Apocalypse (Skull & 8-Ball) (con Chainz). (09:56)
  - Animal cubrió a 8-Ball con un "Running Powerslam" después de una intervención de Droz.
- Jeff Jarrett (con Tennessee Lee) derrotó a Steve Blackman. (10:18)
  - Jarrett cubrió a Blackman después de que Lee le golpeara con un palo de kendo.
- Marc Mero derrotó a Sable. (00:21)
  - Mero cubrió a Sable con un "Inside Cradle".
  - Como consecuencia, Sable dejó la WWF.
- Kaientai (Dick Togo, Men's Teioh & Sho Funaki) (con Yamaguchi-san) derrotaron a TAKA Michinoku & Justin Bradshaw en un Handicap Match. (09:54)
  - Togo cubrió a Michinoku después de una "Diving Senton".
- The Rock derrotó a Faarooq reteniendo el Campeonato Intercontinental de la WWF. (05:02)
  - The Rock cubrió a Faarooq con un "Roll-Up" apoyándose en las cuerdas.
  - Después de la lucha, The Nation Of Domination atacaron a Faarooq hasta que Llegaron D-Generation X a atacar a The Nation.
- Kane (con Paul Bearer) derrotó a Vader en un Mask vs. Mask Match. (07:20)
  - Kane cubrió a Vader después de una "Tombstone Piledriver".
  - Como consecuencia, el perdedor de éste combate se tenía que quitar su máscara y en este caso Vader se quitó la máscara.
- The Nation (Owen Hart, Kama Mustafa & D'Lo Brown) (con Mark Henry) derrotaron a D-Generation X (Triple H, Billy Gunn & Road Dogg) (con Chyna & X-Pac). (18:33)
  - Hart cubrió a HHH después de un "Pedigree".
- Steve Austin derrotó a Dude Love (con Vince McMahon como árbitro especial) en un No Disqualification Falls Count Anywhere Match reteniendo el Campeonato de la WWF. (22:28)
  - Austin cubrió a Love después de una "Stone Cold Stunner".
  - Austin hizo la cuenta con la mano de McMahon, quien estaba inconsciente.
  - Gerald Brisco fue el cronometrador especial y Pat Patterson el anunciador especial.
  - Patterson anunció las estipulaciones de la lucha durante el progreso de la pelea.
  - Durante la lucha, Brisco y Patterson interfirieron a favor de Love, pero fueron detenidos por The Undertaker.

### 1999
Over the Edge 1999 tuvo lugar el 23 de mayo de 1999 en el Kemper Arena en Kansas City, Misuri. Este evento es más recordado debido a la muerte de Owen Hart. Hart iba a hacer una entrada cómica para su personaje, la entrada consistía en descender con un arnés desde el techo del Kemper Arena. Hart murió después de caer desde 27 pies de al altura. La familia de Hart acusó a la WWF de la muerte de Owen, a causa de eso la WWF le tuvo que pagar 18 millones de dólares a la familia. Y este evento nunca salió en formato DVD y VHS, actualmente se puede ver en WWE Network, en donde al inicio aparece el mensaje "In Memorian" de Owen.
- Sunday Night Heat: Meat (con Jacqueline & Terri) derrotó a Brian Christopher (con Scott Taylor).
  - Meat cubrió a Christopher después de una distracción de Jacqueline.
  - Tras el combate, The Hardy Boyz les atacaron.
- Sunday Night Heat: The Hardy Boyz (Matt & Jeff) (con Michael Hayes) derrotaron a Goldust & The Blue Meanie.
  - Jeff cubrió a Meanie con un "Twist of Fate" después de una intervención de Hayes.
- Sunday Night Heat: Vince McMahon y Mideon terminaron en sin resultado.
  - La lucha terminó cuando Corporate Ministry atacó a McMahon, con el fin de que no pudiese interferir en el evento principal.
  - Shane McMahon fue el árbitro de esta lucha.
- Kane & X-Pac derrotaron a D'Lo Brown & Mark Henry (con Ivory) reteniendo el Campeonato en Parejas de la WWF. (14:44)
  - Kane cubrió a Henry después de un "Chokeslam".
- Al Snow derrotó a Hardcore Holly retiendo el Campeonato Hardcore de la WWF. (12:52)
  - Snow cubrió a Holly después de un "Powerbomb" contra una mesa.
- The Blue Blazer y The Godfather (con The Hos) terminaron sin resultado por el Campeonato Intercontinental de la WWF. 
  - La pelea no se realizó debido a la inesperada muerte de Owen Hart.
  - Durante este incidente las cámaras se alejaron del ring y Jim Ross y Jerry Lawler informaron a los televidentes que Hart cayo 27 pies de altura más tarde Ross informó que Owen había fallecido producto de la caída.
  - Como consecuencia, The Godfather retuvo el campeonato intercontinental de la WWF.
- Val Venis & Nicole Bass derrotaron a Jeff Jarrett & Debra. (05:56)
  - Venis cubrió a Jarrett después de un "Money Shot"
  - Durante la lucha Debra atacó a Bass con una guitarra, después de esto Bass le desgarró la camisa a Debra.
  - Después de la lucha Bass beso a Venis en la boca.
  - La espalda de Nicole Bass sufrió un desgarre después del impacto de la guitarra.
- Mr. Ass derrotó a Road Dogg. (11:13)
  - Ass cubrió a Dogg después de un "Fame-ass-er"
- The Union (Mankind, The Big Show, Test & Ken Shamrock) derrotaron a The Corporate Ministry (Víscera, The Big Bossman, Faarooq & Bradshaw). (14:59)
  - Bradshaw cubrió a Test después de un "Clothesline from Hell"
  - Shamrock forzó a Bradshaw a rendirse con un "Ankle Lock"
  - Shamrock fue descalificado por golpear al árbitro.
  - Show cubrió a Faarooq después de un "Chokeslam"
  - Show y Víscera fueron eliminados por doble cuenta de fuera.
  - Mankind forzó a Bossman a rendirse con un "Mandibule Claw"
- The Rock derrotó a Triple H (con Chyna) por descalificación. (11:42)
  - HHH fue descalificado por golpear al árbitro
- The Undertaker derrotó a Steve Austin (con Shane McMahon como árbitro especial) ganando el Campeonato de la WWF. (22:57)
  - Undertaker cubrió a Austin con un "Roll-up" después que Shane empujara a Vince McMahon hacia Austin.
  - Shane McMahon ayudó a Undertaker haciendo una cuenta de tres rápida.
  - Durante la lucha, Vince McMahon intervino para atacar a Shane.